# Oficina

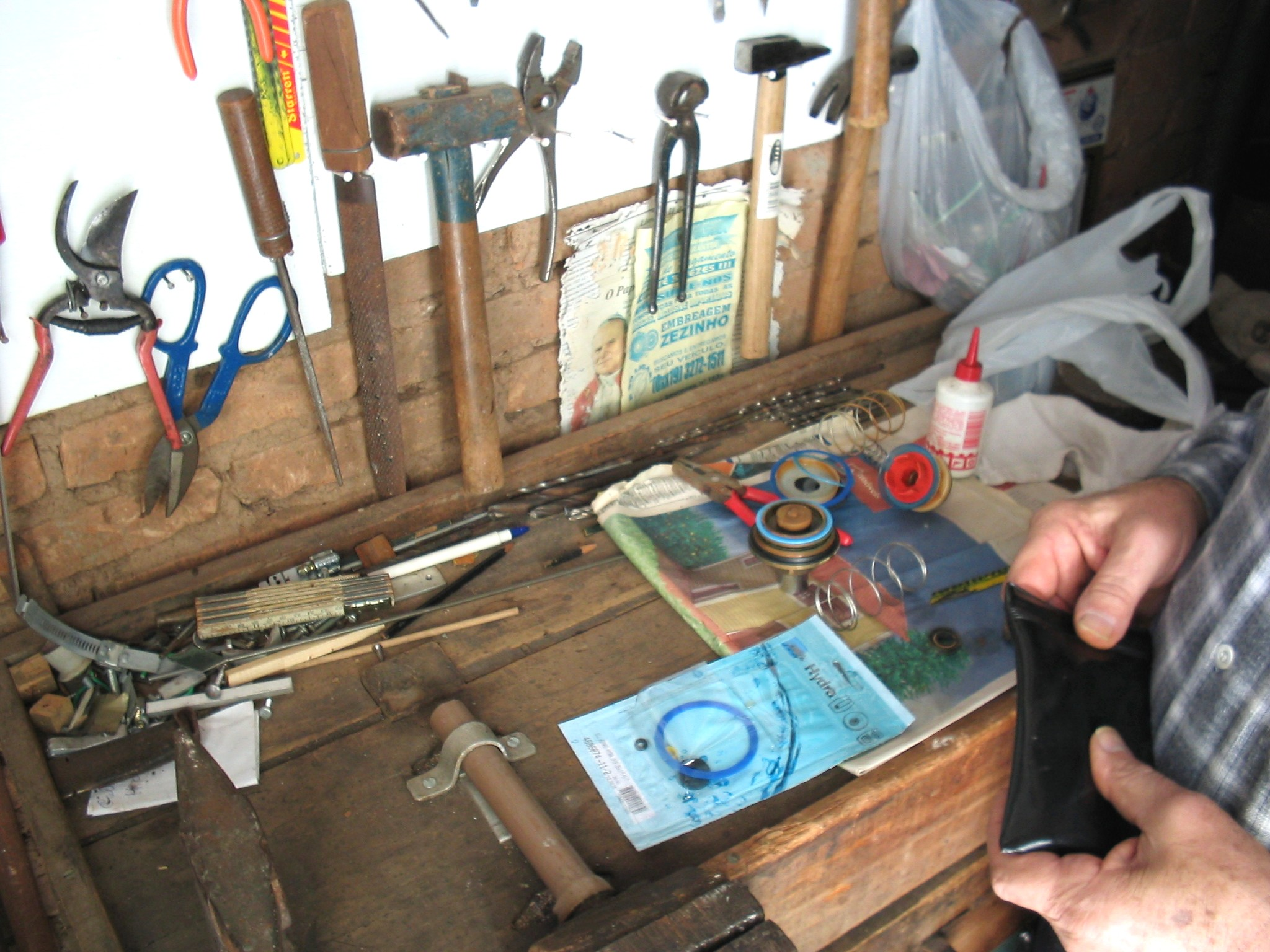
Bancada de uma oficina.

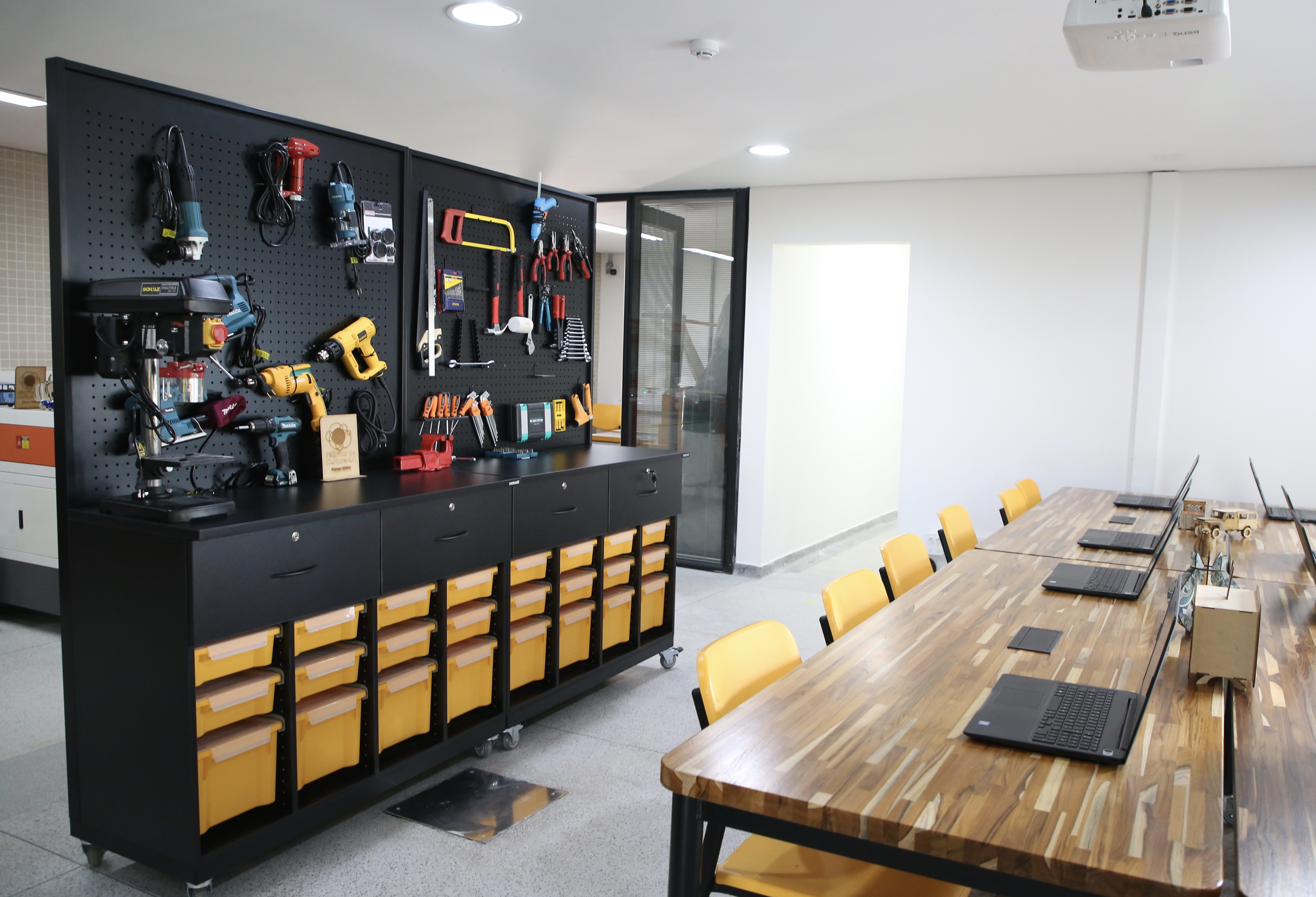
Oficina moderna.

A palavra oficina, define o local de uma atividade laboral, principalmente manual ou artesanal, tal como a que se desenvolve para fabricar algo. Provém do latim "opificium", derivada de "opificis", artesão, palavra formada mediante a justaposição de "opus", obra, e "facere", fazer. Junto com suas aplicações práticas para consertar bens ou fazer pequenas séries de fabricação, as oficinas são usadas para manter e criar protótipos e produtos.
Muitas palavras de nossa língua procedem de "opificium" e seus derivados, tais como ofício, oficial, oficioso:
- Oficina de automóveis: lugar onde se fazem consertos de veículos.[4]
  - Exemplos: Bosch Car Service[4], Rede de Oficinas Norauto[5], Oficinas Midas[6], Automec[7]

- Oficina pedagógica: ambiente destinado ao desenvolvimento das aptidões e habilidades, mediante atividades laborativas orientadas por professores capacitados, e em que estão disponíveis diferentes tipos de equipamentos e materiais para o ensino ou aprendizagem, nas diversas áreas do desempenho profissional.

Figurativamente, pode relacionar-se com sessões de encontros (meeting) entre profissionais e/ou estudantes para solução de problemas comuns: oficina de literatura; oficina de música; etc.